# Lichinaceae
Lichinaceae is een botanische naam voor een familie van korstmossen behorend tot de orde Lichinales. Het typegeslacht is Lichina.
Het bestaat uit de volgende genera:
- Anema – Calotrichopsis – Corynecystis – Cryptothele – Digitothyrea – Edwardiella – Ephebe – Finkia – Gyrocollema – Heppia – Jenmania – Lecidopyrenopsis – Lemmopsis – Lempholemma – Leprocollema – Lichina – Lichinella – Mawsonia – Metamelanea – Paulia – Peccania – Phloeopeccania – Phylliscidiopsis – Phylliscidium – Phyllisciella – Phylliscum – Porocyphus – Pseudarctomia – Pseudoheppia – Pseudopaulia – Psorotichia – Pterygiopsis – Pyrenocarpon – Pyrenopsis – Solorinaria – Stromatella – Synalissa – Thallinocarpon – Thelignya – Thermutis – Thermutopsis – Thyrea – Zahlbrucknerella